# Élections législatives de 1993 dans l'Isère
Les élections législatives françaises de 1993 se déroulent les 21 et 28 mars 1993. Dans le département de l'Isère, neuf députés sont à élire dans le cadre de neuf circonscriptions.

## Élus
| Circonscription | Député sortant                                  | Parti | Parti    | Député élu ou réélu         | Parti | Parti    |
| --------------- | ----------------------------------------------- | ----- | -------- | --------------------------- | ----- | -------- |
| 1re             | Richard Cazenave                                |       | RPR      | Alain Carignon              |       | RPR      |
| 2e              | Jean-Pierre Luppi                               |       | PS       | Gilbert Biessy              |       | PCF      |
| 3e              | Michel Destot                                   |       | PS       | Michel Destot               |       | PS       |
| 4e              | Didier Migaud                                   |       | PS       | Didier Migaud               |       | PS       |
| 5e              | Jean-François Delahais suppléant d'Edwige Avice |       | PS       | Philippe Langenieux-Villard |       | RPR      |
| 6e              | Alain Moyne-Bressand                            |       | UDF (PR) | Alain Moyne-Bressand        |       | UDF (PR) |
| 7e              | Georges Colombier                               |       | UDF (PR) | Georges Colombier           |       | UDF (PR) |
| 8e              | René Bourget suppléant de Louis Mermaz          |       | PS       | Bernard Saugey              |       | UDF (PR) |
| 9e              | Yves Pillet                                     |       | PS       | Michel Hannoun              |       | RPR      |

## Positionnement des partis
Les candidats d'alliance RPR-UDF et divers droite se présentent sous la bannière de l'Union pour la France et ceux du Parti socialiste derrière l'Alliance des Français pour le Progrès. Par ailleurs, Les Verts et Génération écologie s'unissent sous l'étiquette Entente des écologistes.

## Résultats

### Résultats à l'échelle du département
| Parti          | Parti                                       | Premier tour | Premier tour | Second tour | Second tour | Sièges |
| Parti          | Parti                                       | Voix         | %            | Voix        | %           | Sièges |
| -------------- | ------------------------------------------- | ------------ | ------------ | ----------- | ----------- | ------ |
|                | Rassemblement pour la République            | 85 288       | 20,32        | 116 666     | 25,77       | 3      |
|                | Union pour la démocratie française          | 74 032       | 17,64        | 111 374     | 27,84       | 3      |
|                | Divers droite dont MDD                      | 13 005       | 3,10         |             |             | 0      |
|                | Centre national des indépendants et paysans | 1 524        | 0,36         | 0           |             |        |
|                | Union pour la France                        | 173 849      | 41,42        | 228 040     | 56,99       | 6      |
|                |                                             |              |              |             |             |        |
|                | Parti socialiste                            | 70 591       | 16,82        | 107 319     | 26,82       | 2      |
|                | Mouvement des radicaux de gauche            | 8 952        | 2,13         | 19 272      | 4,82        | 0      |
|                | Alliance des Français pour le progrès       | 79 543       | 18,95        | 126 591     | 31,64       | 2      |
|                |                                             |              |              |             |             |        |
|                | Les Verts                                   | 23 976       | 5,71         |             |             | 0      |
|                | Génération écologie                         | 16 896       | 4,03         | 0           |             |        |
|                | Entente des écologistes                     | 40 872       | 9,74         |             |             | 0      |
|                |                                             |              |              |             |             |        |
|                | Front national                              | 60 364       | 14,38        | 22 703      | 5,67        | 0      |
|                | Parti communiste français                   | 42 001       | 10,01        | 22 788      | 5,70        | 1      |
|                | Divers écologiste dont LT-LNÉ               | 13 310       | 3,17         |             |             | 0      |
|                | Extrême gauche dont LCR, LO et PT           | 7 953        | 1,89         | 0           |             |        |
|                | Divers dont PLN                             | 994          | 0,24         | 0           |             |        |
|                | Mouvement des citoyens                      | 860          | 0,20         | 0           |             |        |
|                |                                             |              |              |             |             |        |
| Inscrits       | Inscrits                                    | 653 369      | 100,00       | 653 331     | 100,00      | 9      |
| Abstentions    | Abstentions                                 | 211 878      | 32,43        | 215 731     | 33,02       |        |
| Votants        | Votants                                     | 441 491      | 67,57        | 437 600     | 66,98       |        |
| Blancs et nuls | Blancs et nuls                              | 21 745       | 4,93         | 37 478      | 8,56        |        |
| Exprimés       | Exprimés                                    | 419 746      | 95,07        | 400 122     | 91,44       |        |

### Résultats par circonscription

#### Première circonscription (Grenoble - Meylan)
| Candidat       | Candidat             | Parti          | Premier tour | Premier tour | Second tour | Second tour |  |
| Candidat       | Candidat             | Parti          | Voix         | %            | Voix        | %           |  |
| -------------- | -------------------- | -------------- | ------------ | ------------ | ----------- | ----------- |  |
|                | Alain Carignon élu   | RPR (UPF)      | 21 229       | 43,96        | 26 660      | 58,04       |  |
|                | Gérald Dulac         | MRG (ADFP)     | 8 952        | 18,54        | 19 272      | 41,96       |  |
|                | François Lalande     | Les Verts (EÉ) | 5 801        | 12,01        |             |             |  |
|                | Hugues Petit         | FN             | 5 644        | 11,69        |             |             |  |
|                | Michel Vannier       | PCF            | 2 076        | 4,3          |             |             |  |
|                | Jean-Pierre Barral   | Divers droite  | 1 988        | 4,12         |             |             |  |
|                | Jean-François Parent | MDC            | 860          | 1,78         |             |             |  |
|                | Renée Grand          | LT-LNÉ         | 796          | 1,65         |             |             |  |
|                | Chantal Gomez        | LO             | 706          | 1,46         |             |             |  |
|                | Jean Chabaud         | PLN            | 241          | 0,5          |             |             |  |
|                |                      |                |              |              |             |             |  |
| Inscrits       | Inscrits             | Inscrits       | 74 702       | 100,00       | 74 702      | 100,00      |  |
| Abstentions    | Abstentions          | Abstentions    | 24 494       | 32,79        | 25 673      | 34,37       |  |
| Votants        | Votants              | Votants        | 50 208       | 67,21        | 49 029      | 65,63       |  |
| Blancs et nuls | Blancs et nuls       | Blancs et nuls | 1 915        | 3,81         | 3 097       | 6,32        |  |
| Exprimés       | Exprimés             | Exprimés       | 48 293       | 96,19        | 45 932      | 93,68       |  |

#### Deuxième circonscription (Saint-Martin-d'Hères)
| Candidat       | Candidat                  | Parti          | Premier tour | Premier tour | Second tour | Second tour |  |
| Candidat       | Candidat                  | Parti          | Voix         | %            | Voix        | %           |  |
| -------------- | ------------------------- | -------------- | ------------ | ------------ | ----------- | ----------- |  |
|                | Leslie Chalier            | UDF (PR)       | 10 251       | 25,4         | 17 625      | 43,61       |  |
|                | Gilbert Biessy élu        | PCF            | 8 365        | 20,73        | 22 788      | 56,39       |  |
|                | Jean-Pierre Luppi sortant | PS (ADFP)      | 7 889        | 19,55        |             |             |  |
|                | Michel d'Ornano           | FN             | 5 636        | 13,97        |             |             |  |
|                | Cédric Philibert          | GÉ (EÉ)        | 3 902        | 9,67         |             |             |  |
|                | Pierre Bon                | UÉD            | 1 635        | 4,05         |             |             |  |
|                | Gilbert Montel            | LO             | 1 111        | 2,75         |             |             |  |
|                | Didier Baudin             | LT-LNÉ         | 1 046        | 2,59         |             |             |  |
|                | Jérôme Marchal            | MDD            | 402          | 1            |             |             |  |
|                | Janine Combes-Monier      | PLN            | 121          | 0,3          |             |             |  |
|                |                           |                |              |              |             |             |  |
| Inscrits       | Inscrits                  | Inscrits       | 64 618       | 100,00       | 64 618      | 100,00      |  |
| Abstentions    | Abstentions               | Abstentions    | 21 980       | 34,02        | 21 393      | 33,11       |  |
| Votants        | Votants                   | Votants        | 42 638       | 65,98        | 43 225      | 66,89       |  |
| Blancs et nuls | Blancs et nuls            | Blancs et nuls | 2 280        | 5,35         | 2 812       | 6,51        |  |
| Exprimés       | Exprimés                  | Exprimés       | 40 358       | 94,65        | 40 413      | 93,49       |  |

#### Troisième circonscription (Grenoble - Fontaine)
| Candidat       | Candidat                    | Parti          | Premier tour | Premier tour | Second tour | Second tour |  |
| Candidat       | Candidat                    | Parti          | Voix         | %            | Voix        | %           |  |
| -------------- | --------------------------- | -------------- | ------------ | ------------ | ----------- | ----------- |  |
|                | Claude Sagnard              | RPR (UPF)      | 10 151       | 30,66        | 14 877      | 45,26       |  |
|                | Michel Destot sortant réélu | PS (ADFP)      | 8 216        | 24,82        | 17 995      | 54,74       |  |
|                | Bruno de Bonfils            | FN             | 4 543        | 13,72        |             |             |  |
|                | Claude Jacquier             | Les Verts (EÉ) | 4 050        | 12,23        |             |             |  |
|                | Yannick Boulard             | PCF            | 3 347        | 10,11        |             |             |  |
|                | Georges Delannoy            | LT-LNÉ         | 1 077        | 3,25         |             |             |  |
|                | Roland Calmel               | LO             | 583          | 1,76         |             |             |  |
|                | Pierre Servaux              | MDD            | 338          | 1,02         |             |             |  |
|                | Maurice Colliat             | PT             | 284          | 0,86         |             |             |  |
|                | Gilles Ory                  | LCR            | 279          | 0,84         |             |             |  |
|                | Jean Estrangin              | PLN            | 237          | 0,72         |             |             |  |
|                |                             |                |              |              |             |             |  |
| Inscrits       | Inscrits                    | Inscrits       | 54 743       | 100,00       | 54 743      | 100,00      |  |
| Abstentions    | Abstentions                 | Abstentions    | 20 046       | 36,62        | 19 625      | 35,85       |  |
| Votants        | Votants                     | Votants        | 34 697       | 63,38        | 35 118      | 64,15       |  |
| Blancs et nuls | Blancs et nuls              | Blancs et nuls | 1 592        | 4,59         | 2 246       | 6,4         |  |
| Exprimés       | Exprimés                    | Exprimés       | 33 105       | 95,41        | 32 872      | 93,6        |  |

#### Quatrième circonscription (Fontaine - Sassenage)
| Candidat       | Candidat                    | Parti          | Premier tour | Premier tour | Second tour | Second tour |  |
| Candidat       | Candidat                    | Parti          | Voix         | %            | Voix        | %           |  |
| -------------- | --------------------------- | -------------- | ------------ | ------------ | ----------- | ----------- |  |
|                | Jean-Guy Cupillard          | RPR (UPF)      | 16 266       | 35,04        | 22 618      | 47,55       |  |
|                | Didier Migaud sortant réélu | PS (ADFP)      | 11 888       | 25,61        | 24 950      | 52,45       |  |
|                | Brunodeonfils               | FN             | 5 710        | 12,3         |             |             |  |
|                | Gérard Leras                | Les Verts (EÉ) | 4 575        | 9,86         |             |             |  |
|                | Michel Blonde               | PCF            | 3 866        | 8,33         |             |             |  |
|                | Gérard Cardin               | MDD            | 1 860        | 4,01         |             |             |  |
|                | Sophie Amengual             | LT-LNÉ         | 1 232        | 2,65         |             |             |  |
|                | Roland Bégot                | LO             | 1 020        | 2,2          |             |             |  |
|                |                             |                |              |              |             |             |  |
| Inscrits       | Inscrits                    | Inscrits       | 71 811       | 100,00       | 71 799      | 100,00      |  |
| Abstentions    | Abstentions                 | Abstentions    | 23 016       | 32,05        | 21 508      | 29,96       |  |
| Votants        | Votants                     | Votants        | 48 795       | 67,95        | 50 291      | 70,04       |  |
| Blancs et nuls | Blancs et nuls              | Blancs et nuls | 2 378        | 4,87         | 2 723       | 5,41        |  |
| Exprimés       | Exprimés                    | Exprimés       | 46 417       | 95,13        | 47 568      | 94,59       |  |

#### Cinquième circonscription (Saint-Égrève)
| Candidat       | Candidat                        | Parti          | Premier tour | Premier tour | Second tour | Second tour |  |
| Candidat       | Candidat                        | Parti          | Voix         | %            | Voix        | %           |  |
| -------------- | ------------------------------- | -------------- | ------------ | ------------ | ----------- | ----------- |  |
|                | Philippe Langenieux-Villard élu | RPR (UPF)      | 19 515       | 42,27        | 26 576      | 57,21       |  |
|                | Edwige Avice sortante           | PS (ADFP)      | 8 620        | 18,67        | 19 874      | 42,79       |  |
|                | Jackie Machu                    | FN             | 5 509        | 11,93        |             |             |  |
|                | Thierry Chomel                  | GÉ (EÉ)        | 5 073        | 10,99        |             |             |  |
|                | Gabriel Soto                    | PCF            | 4 183        | 9,06         |             |             |  |
|                | Danièle Landry                  | LT-LNÉ         | 1 310        | 2,84         |             |             |  |
|                | Jean Ratte                      | LO             | 875          | 1,9          |             |             |  |
|                | Jean-Louis Tolio                | PT             | 514          | 1,11         |             |             |  |
|                | Gilles Sabaterie                | MDD            | 336          | 0,73         |             |             |  |
|                | Lucia Espinosa                  | PLN            | 233          | 0,5          |             |             |  |
|                |                                 |                |              |              |             |             |  |
| Inscrits       | Inscrits                        | Inscrits       | 71 594       | 100,00       | 71 578      | 100,00      |  |
| Abstentions    | Abstentions                     | Abstentions    | 22 941       | 32,04        | 21 925      | 30,63       |  |
| Votants        | Votants                         | Votants        | 48 653       | 67,96        | 49 653      | 69,37       |  |
| Blancs et nuls | Blancs et nuls                  | Blancs et nuls | 2 485        | 5,11         | 3 203       | 6,45        |  |
| Exprimés       | Exprimés                        | Exprimés       | 46 168       | 94,89        | 46 450      | 93,55       |  |

#### Sixième circonscription (Bourgoin - Morestel)
| Candidat       | Candidat                           | Parti          | Premier tour | Premier tour | Second tour | Second tour |  |
| Candidat       | Candidat                           | Parti          | Voix         | %            | Voix        | %           |  |
| -------------- | ---------------------------------- | -------------- | ------------ | ------------ | ----------- | ----------- |  |
|                | Alain Moyne-Bressand sortant réélu | UDF (PR)       | 22 786       | 44,27        | 30 083      | 70,68       |  |
|                | Christian Vellieux                 | FN             | 9 733        | 18,91        | 12 480      | 29,32       |  |
|                | Jean Bourdier                      | PS (ADFP)      | 7 493        | 14,56        |             |             |  |
|                | Pierre Kermen                      | GÉ (EÉ)        | 4 305        | 8,36         |             |             |  |
|                | François Ginet                     | PCF            | 3 460        | 6,72         |             |             |  |
|                | Isabelle Toinet                    | LT-LNÉ         | 1 548        | 3,01         |             |             |  |
|                | Guy Paviot                         | LO             | 1 245        | 2,42         |             |             |  |
|                | Pierre Forestier                   | CNIP           | 898          | 1,74         |             |             |  |
|                |                                    |                |              |              |             |             |  |
| Inscrits       | Inscrits                           | Inscrits       | 81 320       | 100,00       | 81 320      | 100,00      |  |
| Abstentions    | Abstentions                        | Abstentions    | 26 971       | 33,17        | 31 080      | 38,22       |  |
| Votants        | Votants                            | Votants        | 54 349       | 66,83        | 50 240      | 61,78       |  |
| Blancs et nuls | Blancs et nuls                     | Blancs et nuls | 2 881        | 5,3          | 7 677       | 15,28       |  |
| Exprimés       | Exprimés                           | Exprimés       | 51 468       | 94,7         | 42 563      | 84,72       |  |

#### Septième circonscription (Bourgoin - La Verpillière)
| Candidat       | Candidat                        | Parti          | Premier tour | Premier tour | Second tour | Second tour |  |
| Candidat       | Candidat                        | Parti          | Voix         | %            | Voix        | %           |  |
| -------------- | ------------------------------- | -------------- | ------------ | ------------ | ----------- | ----------- |  |
|                | Georges Colombier sortant réélu | UDF (PR)       | 24 666       | 49           | 31 006      | 75,2        |  |
|                | Éric Brunot                     | FN             | 8 013        | 15,92        | 10 223      | 24,8        |  |
|                | Jean-Pierre Philippe            | PS (ADFP)      | 6 564        | 13,04        |             |             |  |
|                | Gilbert Sutter                  | Les Verts (EÉ) | 4 657        | 9,25         |             |             |  |
|                | Louise Carly                    | PCF            | 3 503        | 6,96         |             |             |  |
|                | Marie-Christine Faraone         | LT-LNÉ         | 1 435        | 2,85         |             |             |  |
|                | Bruno Perrodin                  | LO             | 1 336        | 2,65         |             |             |  |
|                | Robert Jay                      | PLN            | 162          | 0,32         |             |             |  |
|                |                                 |                |              |              |             |             |  |
| Inscrits       | Inscrits                        | Inscrits       | 77 082       | 100,00       | 77 074      | 100,00      |  |
| Abstentions    | Abstentions                     | Abstentions    | 23 995       | 31,13        | 28 249      | 36,65       |  |
| Votants        | Votants                         | Votants        | 53 087       | 68,87        | 48 825      | 63,35       |  |
| Blancs et nuls | Blancs et nuls                  | Blancs et nuls | 2 751        | 5,18         | 7 596       | 15,56       |  |
| Exprimés       | Exprimés                        | Exprimés       | 50 336       | 94,82        | 41 229      | 84,44       |  |

#### Huitième circonscription (Vienne)
| Candidat       | Candidat             | Parti             | Premier tour | Premier tour | Second tour | Second tour |  |
| Candidat       | Candidat             | Parti             | Voix         | %            | Voix        | %           |  |
| -------------- | -------------------- | ----------------- | ------------ | ------------ | ----------- | ----------- |  |
|                | Bernard Saugey élu   | UDF (PR)          | 16 329       | 28,87        | 32 660      | 57,7        |  |
|                | Louis Mermaz sortant | PS (ADFP)         | 11 879       | 21           | 23 942      | 42,3        |  |
|                | Henry Després        | FN                | 8 627        | 15,25        |             |             |  |
|                | Jacques Remiller     | diss. UDF         | 7 026        | 12,42        |             |             |  |
|                | Maurice Poirier      | PCF               | 6 346        | 11,22        |             |             |  |
|                | Bernard Berthel      | GÉ (EÉ)           | 3 616        | 6,39         |             |             |  |
|                | Jacqueline Godard    | LT-LNÉ            | 1 328        | 2,35         |             |             |  |
|                | Jacques Jury         | Divers écologiste | 864          | 1,53         |             |             |  |
|                | Mustapha Yahimi      | Divers droite     | 545          | 0,96         |             |             |  |
|                |                      |                   |              |              |             |             |  |
| Inscrits       | Inscrits             | Inscrits          | 84 816       | 100,00       | 84 815      | 100,00      |  |
| Abstentions    | Abstentions          | Abstentions       | 25 393       | 29,94        | 24 109      | 28,43       |  |
| Votants        | Votants              | Votants           | 59 423       | 70,06        | 60 706      | 71,57       |  |
| Blancs et nuls | Blancs et nuls       | Blancs et nuls    | 2 863        | 4,82         | 4 104       | 6,76        |  |
| Exprimés       | Exprimés             | Exprimés          | 56 560       | 95,18        | 56 602      | 93,24       |  |

#### Neuvième circonscription (Voiron)
| Candidat       | Candidat           | Parti          | Premier tour | Premier tour | Second tour | Second tour |  |
| Candidat       | Candidat           | Parti          | Voix         | %            | Voix        | %           |  |
| -------------- | ------------------ | -------------- | ------------ | ------------ | ----------- | ----------- |  |
|                | Michel Hannoun élu | RPR (UPF)      | 18 127       | 38,53        | 25 935      | 55,78       |  |
|                | André Vallini      | PS (ADFP)      | 8 042        | 17,1         | 20 558      | 44,22       |  |
|                | Pierre Vernet      | FN             | 6 949        | 14,77        |             |             |  |
|                | Robert Veyret      | PCF            | 6 855        | 14,57        |             |             |  |
|                | Maurice Commandeur | Les Verts (EÉ) | 4 893        | 10,4         |             |             |  |
|                | Hélène Mars        | LT-LNÉ         | 1 039        | 2,21         |             |             |  |
|                | Pierre Volpin      | CNIP           | 626          | 1,33         |             |             |  |
|                | Kamel Hamani       | Divers droite  | 279          | 0,59         |             |             |  |
|                | Maurice Belhamou   | Divers droite  | 231          | 0,49         |             |             |  |
|                |                    |                |              |              |             |             |  |
| Inscrits       | Inscrits           | Inscrits       | 72 683       | 100,00       | 72 682      | 100,00      |  |
| Abstentions    | Abstentions        | Abstentions    | 23 042       | 31,7         | 22 169      | 30,5        |  |
| Votants        | Votants            | Votants        | 49 641       | 68,3         | 50 513      | 69,5        |  |
| Blancs et nuls | Blancs et nuls     | Blancs et nuls | 2 600        | 5,24         | 4 020       | 7,96        |  |
| Exprimés       | Exprimés           | Exprimés       | 47 041       | 94,76        | 46 493      | 92,04       |  |